# Diddersgoed
Diddersgoed is een natuurtuin in Veenendaal-West op de hoek Ruisseveen/Goudvink.
Op deze locatie midden in de woonwijk lagen in de zestiende eeuw de zogenaamde Diddersgoederen, stukken veengrond tussen het Ruisseveen en de Grift.
In 1985 waren reeds plannen gemaakt voor een natuurtuin als voorbeeld van ecologisch groenbeheer. De tuin kwam in 1992 tot stand door samenwerking van de gemeente Veenendaal en de plaatselijke afdelingen van IVN en Groei en Bloei. De tuin wordt extensief onderhouden om de natuur zoveel mogelijk haar gang te laten gaan. Zonder chemische bestrijdingsmiddelen dienen de flora en fauna zich op een natuurlijke manier te ontwikkelen. Als afscheiding is een vlechtheg van meidoornen gemaakt.
Het gebied bestaat uit meerdere natuurlijke gedeelten:
- bosgedeelte
- nat gedeelte met kleine vijvers en rietvelden
- schraal nat grasland
- droog schraal land met bloemenweide
- kleidijk
- rotsmuur

De tuin is elke laatste zondag van de maand opengesteld, bezichtiging op andere tijden is op afspraak mogelijk.